# Evetes
Evetes (en llatí Evetes, en grec antic Εὐέτης) fou un poeta còmic atenenc contemporani d'Epicarm, que va viure cap a l'any 485 aC.
Juntament amb Euxènides i Mil va reviure la poesia còmica a Atenes després de vuitanta anys en què aquest gènere no es va donar, des de l'època de Susarió, fins que Epicarm va recuperar el tema des de Sicília. Suides el menciona.
Iàmblic de Calcis parla d'una filòsofa pitagòrica anomenada Evetes, de la que només se'n sap el seu nom.